# Манвелівка
Манве́лівка — село в Україні, у Васильківській селищній територіальній громаді Синельниківського району Дніпропетровської області. Населення становить 912 осіб.

## Географія
Село Манвелівка розташоване на заході Синельниківського району. На півдні межує з селом Красне, на сході з селом Зоря, на півночі з селом Нововасильківка та на заході з селищем Письменне. На сході села є ставок. Село доволі маленьке, але є школа, клуб, сільська бібліотека, магазини та амбулаторія.

## Назва
Назване на честь князя Олександра Миколайовича Манвелова, російського військового діяча, генерала від кавалерії, командира кавалерійської дивізії.

## Історія

Комплекс речей, знайдених в похованні біля села

У VII—IX сторіччі територія Манвелівки входила до угорського державного утворення Леведія. В угорському похованні (ІХ — перша половина Х сторіччя) біля села було знайдено комплекс речей з срібною маскою, зберігається в Дніпропетровському історичному музеї.
Саме село засновано у І-й половині 19 століття паном Дмитренком, а в селі Дмитрівка проживали його кріпаки. У 1874 році дружина пана продала маєток князю Манвелову, який недовго господарював тут і продав свої володіння німцям-колоністам. Саме вони стали справжніми патріотами рідної землі і почали розбудовувати село, яке стало називатися — Манвелівка. Тут німці господарювали до 1929 року, а потім їх вивезли до Сибіру; в селі створили сойовий радгосп.
На початку 30-х років радгосп реорганізовано в радгосп імені С. В. Косіора, а в 1938 році, після репресування Косіора, господарству присвоїли № 626 — порядковий номер радгоспів по Міністерству. Із 21 жовтня 1941 року по 20 вересня 1943 радгосп знаходився на тимчасово окупованій території німецько-фашистськими військами. А після визволення, з листопада 1943 р. Він знову починає свою активну діяльність.
За період 1953—1963 років в Манвелівці було побудовано 60 індивідуальних і 25 державних будинків. Виросли нові двохрядні вулиці Миру, Нова, Набережна, Гагаріна. Побудували дитячі ясла, пекарню, баню млин, промтоварний магазин, електростанцію, контору, мехмайстерню, 9 корпусів-корівників. У 60-х роках на вулиці Леніна збудовано середню школу, їдальню і третій двоповерховий 8-ми квартирний будинок, прокладено асфальтівку. У селі з'явився клуб, бібліотека, працює кравецька та швецька майстерні, 2 магазина, 2 кіоска, видається багатотиражка «Радгоспні вісті». У селі проживає 800 людей. Воно було багатонаціональним, налічувало представників 11-ти національностей. Серед них були українці, росіяни, білоруси, казахи, татари, євреї, поляки, німці, румуни, болгари, угорці.
Промисловості села належало 2255 га орної землі, 64 га саду, 52 га лісосмуг, 78 га балок, 3 ставка загальною площею 4 га. Тут працює 20 тракторів, 12 комбайнів, 41 вантажівка, 3 легкових автомобіля. Утримується 2150 голів великої рогатої худоби. Інші тварини — 4020 голів великої рогатої худоби, 9745 свиней, 21500 голів птиці, 253 коней. У 60-90 роки ХХ століття значна частина працездатного населення була зайнята у сільському господарстві: працювали тваринниками, шоферами, трактористами, комбайнерами, членами дільничих бригад. Колишній директор радгоспу «626» Слюсар Іван Григорович використав великий досвід роботи у розбудові села та господарства в описані часи.
У 1981 році директором радгоспу «626» був призначений Шаповал Станіслав Іларіонович, який навічно увійшов у пам'ять односельчан як відданий трудівник на благо жителів села. За його керування радгосп досяг піку свого розквіту. До села приїздили на роботу люди з усього колишнього СРСР. З'явилися нові вулиці з асфальтованими дорогами, з добротними будинками — газифіковані, з водопостачанням. Працює медична амбулаторія, Будинок культури, пошта, баня, пекарня, контора, дитячий садочок, гуртожиток, магазини, спортивний зал, Будинок побуту, їдальня. Збудовано величезні цехи мехмайстерні, мехтік, автопарк. На кожному відділку радгоспу «626» є МТФ, СТФ, тракторні бригади, фруктові сади. Зведено великий сільський стадіон та менший шкільний стадіон. Оновлена вулиця Центральна, якою милувалися і жителі села, і ті, хто просто проїжджав повз вулиці, і ті, хто бував у гостях у манвелівців. У центрі села висадили троянди, виставили ліхтарі, лави для відпочинку, створили алеї. Жоден житель Манвелівки не знає її історії досконало, бо усі дані є недослідженими.
12 червня 2020 року, відповідно до розпорядження Кабінету Міністрів України № 709-р від «Про визначення адміністративних центрів та затвердження територій територіальних громад Дніпропетровської області», увійшло до складу Васильківської селищної громади.
19 липня 2020 року, в результаті адміністративно-територіальної реформи і ліквідації Васильківського району, село увійшло до складу новоутвореного Синельниківського району.

## Населення
Згідно з переписом УРСР 1989 року чисельність наявного населення села становила 927 осіб, з яких 426 чоловіків та 501 жінка.
За переписом населення України 2001 року в селі мешкало 911 осіб.

### Мова
Розподіл населення за рідною мовою за даними перепису 2001 року:
| Мова       | Відсоток |
| ---------- | -------- |
| українська | 90,13 %  |
| російська  | 8,55 %   |
| вірменська | 0,99 %   |
| білоруська | 0,22 %   |
| німецька   | 0,11 %   |

## Постаті
- Скалозуб Артем Валентинович (1989—2014) — старший солдат Збройних сил України, учасник російсько-української війни.

## Економіка
- «Віктор», агрофірма.
- «626», ТОВ (В роки СРСР — «Радгосп № 626»).

## Об'єкти соціальної сфери
- Школа.[7][8]
- Дитячий садочок.
- Клуб.
- Бібліотека.

## Релігія
В селі знаходиться Храм Різдва Іоанна Предтечі (ПЦУ) (вул. Центральна, 5).